# 일본 주택 금융
일본 주택 금융(日本住宅金融)은 1971년 6월 23일에 설립된 주택 금융 전문 회사이다.

## 역사
설립 초기 산와은행 계열의 JCB를 모체로 개인용 주택 융자를 본업으로 했지만, 일본 버블 경기때 은행들이 가계 주택 대출 시장으로 진출했기 때문에 주택 금융 전문 회사가 부동산 담보 대출로 바꿨다.

## 같이 보기
- 주택 금융 전문 회사